# 인서울 - 내가 독립하는 유일한 방법
《인서울 - 내가 독립하는 유일한 방법》은 2019년 7월 29일부터 V라이브, 네이버 TV에서 공개되었으며, 2019년 8월 4일(8월 5일)부터 2019년 9월 29일(9월 30일) JTBC에서 방영된 드라마로 편성하였다.

## 기획 의도
엄마와 단둘이 살고 있는, 고등학교 3학년 수험생 다미가 인서울, 대학 진학을 목표로 잡게 되면서 벌어지는 성장 드라마

## 출연진
- 민도희 - 강다미 역
- 장영남 - 송영주 역
- 려운 - 윤성현 역
- 진예주 - 이하림 역
- 정은표 - 서호필 역

## 제작진
- 책임 프로듀서 : 장영준
- 제작 : 박태원
- 제작 프로듀서 : 홍승민
- 연출 : 임지은
- 극본 : 정수윤
- 촬영 : 이성용
- 미술 : 김남숙
- 동시녹음 : 강나루
- 제작팀 : 장위지 이소정 장현호
- 조연출 : 정아름
- 연출부 : 구세미 김다윤
- 미술부 : 박조은
- 동시녹음팀 : 김주현

## 시청률
| 회차        | 방송 일자       | 전국 시청률 |
| ----------- | --------------- | ----------- |
| 1회         | 2019년 8월 4일  | 0.5%        |
| 2회         | 2019년 8월 11일 | 0.5%        |
| 3회         | 2019년 8월 18일 | 0.1%        |
| 4회         | 2019년 8월 25일 | 0.3%        |
| 5회         | 2019년 9월 1일  | 0.2%        |
| 6회         | 2019년 9월 8일  | 0.2%        |
| 7회         | 2019년 9월 22일 |             |
| 평균 시청률 | 평균 시청률     | %           |

## 같이 보기
- 인서울2